# Sascha Weidner

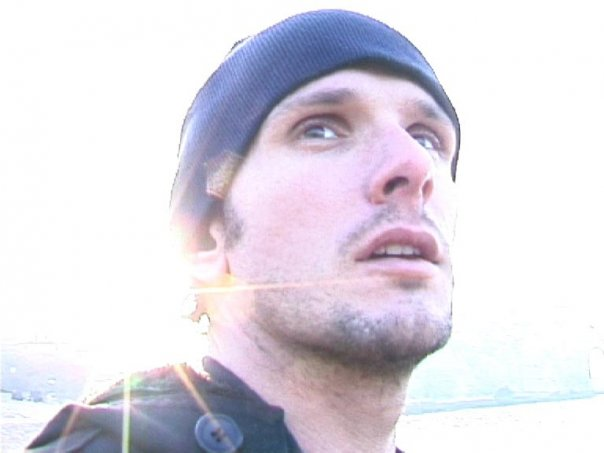
Sascha Weidner im Jahr 2009

Sascha Weidner (* 1. August 1974 in Georgsmarienhütte; † 9. April 2015 in Norden) war ein deutscher Fotograf und Künstler, der in Belm und Berlin lebte und arbeitete. Weidners Œuvre befasst sich mit der Erschaffung einer radikal subjektiven Bildwelt. Seine Fotografien sind von Wahrnehmungen, Sehnsüchten und einer Bildsprache des Unterbewussten geprägt und wurden international ausgestellt und publiziert.

## Leben
Als Jugendlicher war Sascha Weidner an den Künsten interessiert und selber malerisch aktiv. Nach einem Auslandsaufenthalt 1992 bis 1993 in Solon, Ohio, USA und dem Erlangen des Abiturs 1995 am Graf-Stauffenberg-Gymnasium in Osnabrück, studierte Sascha Weidner von 1996 bis 2004 an der Hochschule für Bildende Künste Braunschweig Bildende Kunst und Visuelle Kommunikation und schloss seine Studien mit einem Ehrendiplom ab. Anschließend war er 2004 ebenda Meisterschüler der Bildenden Künste im Bereich Fotografie bei Dörte Eißfeldt. Nach seinem Studium arbeitete Sascha Weidner als freier Künstler in Belm und Berlin.
Saschas Weidners Bilder sind geprägt durch Reisen, die ihm unter anderem durch verschiedene Arbeitsstipendien ermöglicht wurden. 2004 und 2006 reiste er mit dem Deutschen Akademischen Austauschdienst jeweils für mehrere Monate nach Los Angeles. Er war 2013 Stipendiat des Goethe-Instituts in der Villa Kamogawa in Kyoto, Japan und 2014 im Three Shadows Photography Art Centre in Beijing, China.
2010 bis 2012 war Sascha Weidner Dozent für künstlerische Fotografie an der Staatlichen Akademie der Bildenden Künste Stuttgart. 2012 wurde er als Mitglied in die Deutsche Fotografische Akademie berufen.
Sascha Weidner erlag 2015 überraschend den Folgen eines Herzversagens.
Für sein Werk erhielt er unter anderem den Stiftungspreis für Fotokunst 2011 der Alison & Peter Klein Stiftung und 2010 den Jungen Kunstpreis für Film- und Medienkunst Berlin der Akademie der Künste.
Sascha Weidners Werk wurde in Einzel- und Gruppenausstellungen national und international präsentiert.

## Werk
Sascha Weidner beschrieb sich selbst als einen „romantisch bewegten Reisenden“ und seine Bilder als hochsubjektiv. Das Medium Fotografie war für ihn das künstlerische Ausdrucksmittel, um reale Welten mit den eigenen inneren Bildern zu verweben. Aus seinen meist biografischen Foto-Expeditionen entstanden Bildessays über essentielle Fragen menschlicher Existenz.
In seiner über ein Jahrzehnt dauernden Schaffensphase kam ein sich immer wieder neu arrangierendes Bilderarchiv zusammen, in dem, wie der Fotograf sagte, „alles wichtig ist: Kulturelles, Katastrophen, Klischees, Banales, Politisches“. Sascha Weidner schöpfte dabei aus einem Fundus, welcher sich aus Familienaufnahmen, eigenen Arbeiten und gefundenen oder den Massenmedien und der Kunstgeschichte entlehnten Bildern zusammensetzte. Dabei verschwommen die Grenzen zwischen Inszenierung und Authentizität, um die oft irreale, bisweilen suggestive Atmosphäre der Wirklichkeit hervorzuheben.
Seine Motive wie auch die Titel seiner Werke und Ausstellungen verweisen auf biographische Referenzen und Metaphern des eigenen Erlebten. Zum Beispiel: „Bis es weh tut“, „Was übrig bleibt“, „The presence of absence“, „Bleiben ist nirgends“, „Beauty remains“ oder „Am Wasser gebaut“.
Sascha Weidners Bilderkanon entsprang dem Lebensgefühl junger Menschen und erzählt von den „Wahrnehmungen, Sehnsüchten und Traumbildern jener Generationen, die ihre Jugend in den 80ern, 90ern und 2000ern erlebten.“ Deshalb ist Sascha Weidners Herangehensweise aktuell für diese Zeiträume und zeugte zugleich von einer künstlerischen Betrachtung tatsächlicher und gedachter Räume.
Im Kern war Sascha Weidners Auffassung von einer archaischen und melancholisch anmutenden Sicht auf die Welt geprägt. Die Grundmuster seiner Bildschemata führen zurück auf ureigene Seinszusammenhänge und Gegensätze wie Leben und Tod, Schönheit und Vergänglichkeit sowie Fragen nach Herkunft, Identität und Selbstbestimmung. In diesem Sinne beschränkte sich Sascha Weidner nicht nur auf die eigene Lebenswelt, sondern erzählte über das Leben an sich.
Die Präsentationen von Sascha Weidners temporären Kunstinstallationen glichen sich immer neu eröffnenden Erlebnisräumen, denen häufig ein interaktives Zusammenspiel von Medium und Betrachter zugrunde lag. Das Miteinander von Bild und Text eröffnete zudem die Möglichkeit einer gedanklichen Weiterführung seiner Bildangebote, die sich in wandelnden Zusammenstellungen neu ordneten und konstituierten.
Hinsichtlich Methodik und Motivation ist Sascha Weidners unmittelbarer, authentischer und ehrlicher Anspruch in der Tradition von Fotografen wie Nan Goldin, Larry Clark oder Juergen Teller verankert. In seinem Bildverständnis, der Komposition und nuancierten Farbgebung erinnern seine Bildserien zudem an die Leichtigkeit und Durchlässigkeit der elementaren und symbolhaften Umsetzung der japanischen Fotografin Rinko Kawauchi.
Im Jahre 2016 erhielt das Sprengel-Museum Hannover eine umfangreiche Schenkung aus dem Nachlass des Fotokünstlers. Eine erste Auswahl daraus präsentierte das Museum von Juli bis November 2017 in einer Soloausstellung.

## Einzelausstellungen (Auswahl)
- 2017   „To, co pozostaje / Was übrig bleibt“, Galeria Fotografii pf, Posen, Polen[16]
- 2017   „Sascha Weidner und Japan“, Dorothée Nilsson Gallery, Berlin
- 2017   „It's all connected somehow – Nachlasssichtung I“, Sprengel Museum Hannover, Hannover
- 2017   „(Narratives)“, Le jardin de Lélise, Clervaux – Cité de l'image, Luxemburg
- 2016   „Was übrig bleibt“, Fotografie Forum Frankfurt, Frankfurt
- 2016   „Bleiben ist nirgends“, Mönchehaus Museum Goslar, Goslar
- 2015   „Sascha Weidner. Fotografie“, RAY Fotografietriennale, Marta Hoepffner-Gesellschaft für Fotografie e. V., Hofheim
- 2014   „The Absence of Presence“, Galerie Conrads, Düsseldorf
- 2014   „Aokigahara“, Galerie pavlov’s dog, Berlin
- 2013   „A part of it“, VGH Galerie, Hannover
- 2013   „Do not alight here“, Hellenic Centre for Photography, Athen
- 2013   „Sascha Weidner – Selected Works“, Circuito Aperto, Centro Culturale Altinate San Gaeta, Padova, Italien
- 2012   „Die Leiden des jungen W. / The Sorrows of young W.“, Goethe-Institut, Prag
- 2012   „Die Bilder der Anderen / The Pictures of Others“, Goethe-Institut, Prag
- 2012   „Just let go“, fo.ku.s, Innsbruck, Österreich
- 2012   „Unveiled: The Sydney Project“, Australian Centre for Photography, Sydney, Australien
- 2011   „Stiftungspreis für Fotokunst 2011“, Kunstwerk, Nußdorf
- 2011   „Revolve“, Galeria Toni Tàpies, Barcelona
- 2011   „Seit Morgen / Since Tomorrow / Depuis Demain“, C/O Berlin, Berlin
- 2009   „Was übrig bleibt“, Museum für Photographie, Braunschweig
- 2009   „To be handled carefully“, Galerie Zur Stockeregg, Zürich
- 2009   „Am Wasser gebaut“, Zephyr, Reiss-Engelhorn-Museen, Mannheim
- 2008   „Bis es wehtut“, Kunstverein Wolfenbüttel, Wolfenbüttel
- 2008   „Enduring Beauty“, Galerie Conrads, Düsseldorf
- 2007   „Let there be Light“, Europacenter, Berlin
- 2007   „Enduring Beauty“, Galeria Toni Tàpies, Barcelona
- 2007   „Bleiben ist nirgends“, FOAM Amsterdam, Amsterdam
- 2006   „Beauty Remains“, Art Foyer DZ BANK Kunstsammlung, Frankfurt (Main)
- 2005   „Untold“, Junge Kunst e. V., Wolfsburg

## Gruppenausstellungen (Auswahl)
- 2017 „Traumfrauen – Traummänner“, Mönchehaus Museum Goslar, Goslar[17]
- 2017 „ABC Photography“, Victoria and Albert Museum, London, Großbritannien
- 2016 „Unterwegs / Hit the road“, Galerie Conrads, Düsseldorf
- 2016 „Month of Photography in Minsk 2016“, Minsk, Weißrussland
- 2015 „Quiet Moments“, Fremantle Arts Center, Fremantle, Australien
- 2015 „Thinking. Acting. Reflecting.“, SAP, Walldorf
- 2014 „Urban Spirit"“, Galerie Christophe Guye, Zürich
- 2014 „Hängung #12 – Weltenträumen“, Sammlung Klein, Nußdorf
- 2014 „Portraying Visions“, Wittenstein AG, Igersheim
- 2014 „WILD – Animals in Contemporary Photography / Tiere in der zeitgenössischen Fotografie“, Alfred Ehrhardt Stiftung, Berlin
- 2014 „The Youth Code“, Galerie Christophe Guye, Zürich
- 2014 „Mit den Augen Düsseldorfer Galeristen – Zeitgenössische Fotografie“, E.ON Galerie, Düsseldorf
- 2013 „Murakami & Weidner“, A.P.P. Gallery, Kyoto, Japan
- 2013 „Welt, Reisen, Selbst, Suche“, Deutsche Fotografische Akademie, Galerie Altes Rathaus Musberg, Musberg
- 2013 „Heute kein Plenum – 20 Jahre Klasse Eißfeldt“, 267 Quartiere für zeitgenössische Kunst und Fotografie, Braunschweig
- 2012 „Hijacked 2 – Australian and German Photography“, Zephyr, Reiss-Engelhorn-Museen, Mannheim
- 2012 „Fame“, Art Foyer DZ BANK Kunstsammlung, Frankfurt (Main)
- 2012 „Dark Sights“, Art Foyer DZ BANK Kunstsammlung, Frankfurt (Main)
- 2011 „Traummänner – Starfotografen zeigen ihre Vision vom Ideal“, Deichtorhallen, Hamburg
- 2011 „Internationaler WeldeKunstpreis 2011 Fotografie“, Kunstverein Leimen, Leimen
- 2011 „Salon Salder 2011 – Neue Kunst aus Niedersachsen“, Schloss Salder, Salzgitter
- 2010 „Photography Group Show“, Galerie van der Mieden, Antwerpen
- 2010 „Hijacked 2 – Australian and German Photography“, Monash Gallery of Art, Melbourne, Australien
- 2009 „Leichtigkeit und Enthusiasmus – Junge Kunst und die Moderne“, Kunstmuseum Wolfsburg, Wolfsburg
- 2009 „Pioneering Colour Photography meets Contemporary“, Galerie Zur Stockeregg, Zürich
- 2009 „Los Angeles – Berlin“, Arthaus, Venice, Vereinigte Staaten
- 2008 „Land / Scaped“, Filiale Berlin, Berlin
- 2007 „Sublime“, Römer 9, Frankfurt (Main)
- 2007 „Concept: Photography – Dialogues & Attitudes“, Ludwig Museum – Museum of Contemporary Art, Budapest
- 2006 „Eißfeldts Meister“, APEX Kunstverein pro art, Göttingen

## Auszeichnungen & Stipendien
- 2014 Künstlerresidenz des Goethe-Instituts, Three Shadows Photography Art Centre, Beijing, China
- 2014 Entrepreneur 4.0 Award für Fotografie
- 2013 Otto-Steinert-Preis (Finalist)
- 2013 Künstlerresidenz, Goethe-Institut Villa Kamogawa, Kyoto, Japan
- 2012 Künstlerresidenz, COFA, Sydney, Australien
- 2011 Stiftungspreis für Fotografie 2011, Alison & Peter W. Klein-Stiftung, Kunstwerk, Nußdorf
- 2011 Internationaler Weldekunstpreis für Fotografie (Shortlist)
- 2010 Kunstpreis Berlin, Förderungspreis Film- und Medienkunst, Akademie der Künste (Berlin), Berlin
- 2009 Prix BMW Paris Photo (Shortlist)
- 2007 Künstlerhaus Lukas, Ahrenshoop
- 2006 DAAD-Stipendium (Bildende Künste), Los Angeles, Vereinigte Staaten
- 2005 Förderpreis Fotografie, NBank, Hannover
- 2004 Otto-Steinert-Preis 2004 (Ehrennennung)
- 2004 DAAD-Stipendium (Bildende Künste), Los Angeles, Vereinigte Staaten
- 2003 Künstlerresidenz Villa Vigoni, Loveno di Menaggio, Italien
- 2003 Phaenographie Award
- 2001 International Polaroid Award (Erster Platz)
- 2000 Elite 2000, Nord-LB